# Protosmia
Protosmia   (лат.) — род пчёл, включающий около 30 видов из трибы Osmiini семейства Megachilidae.

## Распространение
Главным образом, Палеарктика. По одному виду в Неарктике и Ориентальном регионе. (Michener, 2007; Ungricht et al., 2008).

## Описание
Опылители-полилекты. Среди важнейших посещаемых растений представители семейств Бобовые и Яснотковые. Пчёлы подродов Chelostomopsis и Nanosmia гнездятся в древесине в ходах насекомых ксилофагов. Некоторые виды гнездятся в ракушках моллюсков.

## Систематика
Около 30 видов (24 в Палеарктике), 11 в Европе.
- Protosmia asensioi  Griswold & Parker, 1987
- Protosmia burmanica  (Bingham, 1897)
- Protosmia capitata  (Schletterer, 1889)
- Protosmia decipiens  (Benoist, 1935)
- Protosmia devia  Tkalcu, 1978
- Protosmia exenterata  (Pérez, 1896)
- Protosmia glutinosa  (Giraud, 1871)
- Protosmia humeralis  (Pérez, 1896)
- Protosmia judaica (Mavromoustakis, 1948)
- Protosmia tauricola Popov, 1961 — Болгария, Россия, Турция, Украина[5].
- Другие виды.